# Moorrege
Moorrege település Németországban, Schleswig-Holstein tartományban. Lakosainak száma 4692 fő (2023. december 31.).

## Népesség
A település népességének változása:
| Lakosok száma | 3515 | 4392 | 4394 | 4499 | 4579 | 4692 |
|               | 1975 | 2017 | 2019 | 2021 | 2022 | 2023 |